# لوسيا زاراتي
لوسيا زاراتي (بالإسبانية: Lucia Zarate) بين (1864 سان كارلوس المكسيك - 1890) وهي المكسيكية الأخف وزنا ممن ولودوا على سطح الأرض، حيث لم يتعد وزنها 2,215 غرام ولم يزد طولها عن 67 سنتم عندما بلغت 17 عاماً، وأصبح 5,9 كيلوغرام عندما أصبح عمرها 20 عاماً.
اعتبرت لوسيا زارتي الحالة البشرية الأولى التي يتم تشخيصها على أنها «تقزم ابتدائي» Primordial Dwarfism من النوع الثاني. ودخلت موسوعة غينيس للأرقام القياسية كأخف إنسان بالغ وزنا حيث بلغ وزنها 4.7 باوندات (2.1 كجم). ووفقا لمقالة نشرت في مجلة ستراند "Strand Magazine" العام 1894 فقد سجلت زاراتي أقصى نمو بدني لها في عمر سنة واحدة.